# Mauthausen
Mauthausen là thị xã thuộc bang Oberösterreich, Áo. Đô thị Mauthausen có diện tích 14 km², dân số thời điểm năm 2006 là 4926 người. Đô thị này có cự ly khoảng 20 về phía đông Linz. Trong đệ nhị thế chiến, ở đây có trại tập trung Mauthausen-Gusen.